# Geiselnahme von De Punt
Die Geiselnahme von De Punt war ein Gewaltakt von neun bewaffneten molukkischen Terroristen in den Niederlanden. Sie begann am 23. Mai 1977 und fand in der Nähe der Ortschaft De Punt bei Glimmen an der Grenze zwischen den Provinzen Groningen und Drenthe statt. Die Geiselnahme der Zuginsassen endete erst nach knapp drei Wochen. Zwei Geiseln und sechs Geiselnehmer kamen ums Leben. Zeitgleich wurde in der Nähe eine Grundschule von molukkischen Terroristen gestürmt und die Kinder und Lehrer als Geisel genommen.

## Vorgeschichte
Die Molukken sind eine Inselgruppe im Osten Indonesiens zwischen Sulawesi und Neuguinea. Während des Indonesischen Unabhängigkeitskriegs unterstützten zahlreiche Molukker die niederländische Kolonialherrschaft. Nach dem Ende des Kriegs 1949 drohte ihnen eine Verfolgung als Kollaborateure. Im Jahr 1951 wanderten deshalb rund 13.000 Molukker in die Niederlande aus, weitere folgten in den nächsten Jahren. In der neuen Heimat waren sie nicht willkommen, es gab keine ernsthaften Integrationsbemühungen und teilweise wurden sie in Ghetto-ähnlichen Unterkünften untergebracht, die sich zu sozialen Brennpunkten entwickelten. Bei den jüngeren Molukkern entstand angesichts der Perspektivlosigkeit eine zunehmende Radikalisierung. Ihr Ziel war die Gründung eines unabhängigen Staates der Süd-Molukken. Die erste gewaltsame Aktion war 1970 die Besetzung der indonesischen Botschaft in Wassenaar. Am 2. Dezember 1975 wurde bei Wijster ein Regionalzug mit rund 50 Passagieren als Geiseln festgehalten. Bei dieser Aktion wurden der Lokführer und zwei Geiseln getötet, sie endete erst nach 13 Tagen.

## Geiselnahme

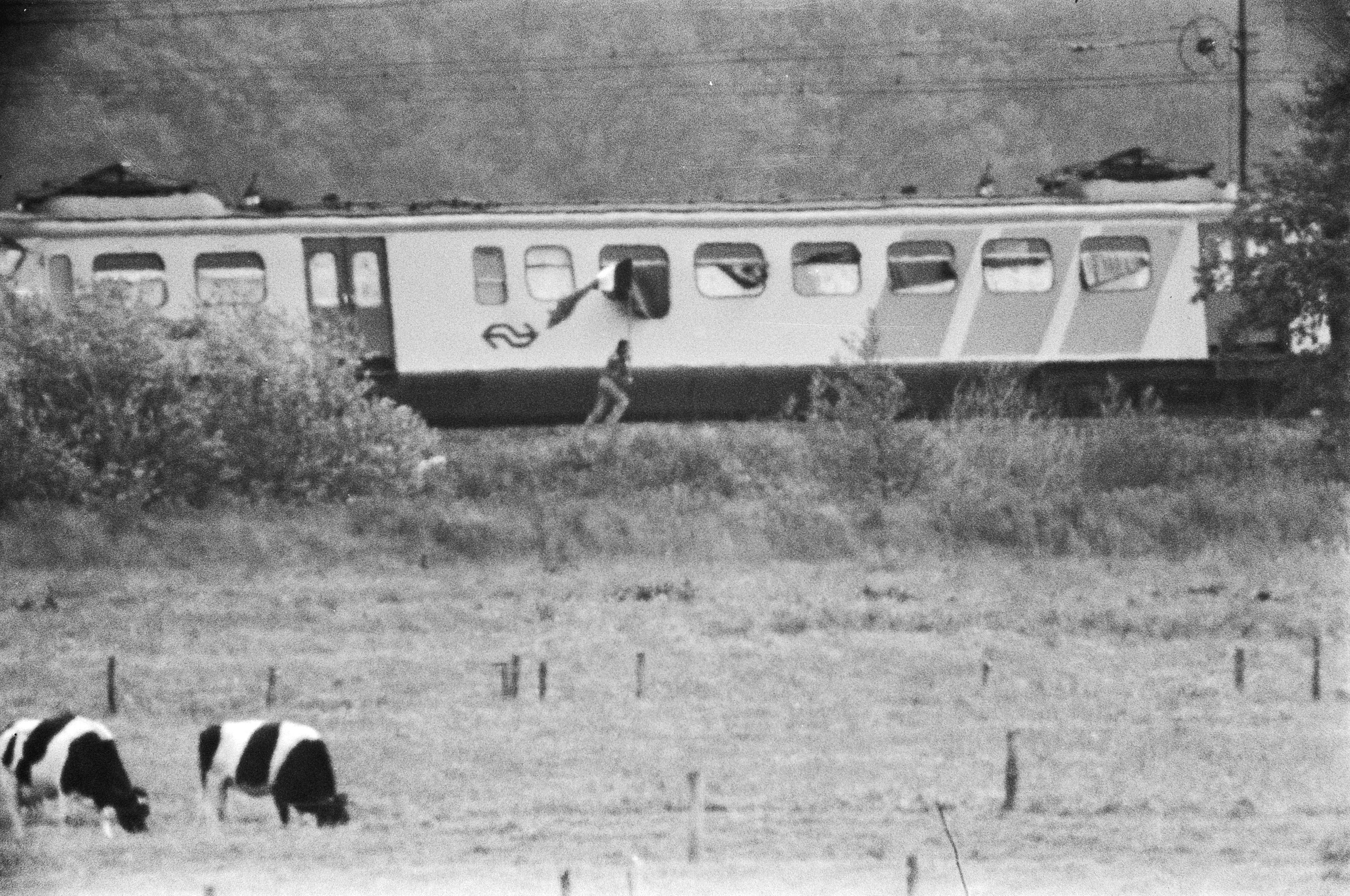
Ein Geiselnehmer läuft mit der Fahne der Südmolukken um den Zug

Bei der zweiten Zug-Geiselnahme durch molukkische Terroristen, die sich bei der Ortschaft De Punt ereignete, handelte es sich ebenfalls um einen Elektrotriebzug vom Typ Mat ’54. Der vierteilige Zug war auf der Bahnstrecke Meppel–Groningen von Rotterdam nach Groningen unterwegs. Die neun bewaffneten Geiselnehmer zogen am 23. Mai 1977 um 9 Uhr auf offener Strecke die Notbremse. Im Zug befanden sich 50 Reisende und das Zugpersonal. Im einige Kilometer entfernt liegenden Dorf Bovensmilde stürmten zeitgleich vier Molukker eine Grundschule und nahmen 105 Kinder und fünf Lehrer als Geiseln.
Die Geiselnehmer forderten die Freilassung ihrer inhaftierten Gesinnungsgenossen und die Unterstützung ihres Kampfes für einen eigenen von Indonesien unabhängigen Staat. Außerdem verlangten sie freien Abzug und ein Flugzeug, das sie zusammen mit den freigelassenen Landsleuten ins Ausland bringen würde. Die Regierung ihrerseits machte die Freilassung aller Schüler zur Vorbedingung von Verhandlungen. Um die Regierung unter Druck zu setzen, drohten die Entführer in den nächsten Tagen eine Handgranate in eine Gruppe Kinder zu werfen und sie täuschten die Hinrichtung von zwei Zuginsassen vor. Die Regierung spielte auf Zeit, um die Moral der Terroristen zu zermürben. Die Kinder, die auch unter einer Darminfektion litten, wurden nach und nach freigelassen. Am Ende waren nur noch die vier Lehrer in der Schule. Auch im Zug gab es vereinzelte Freilassungen.

## Befreiung

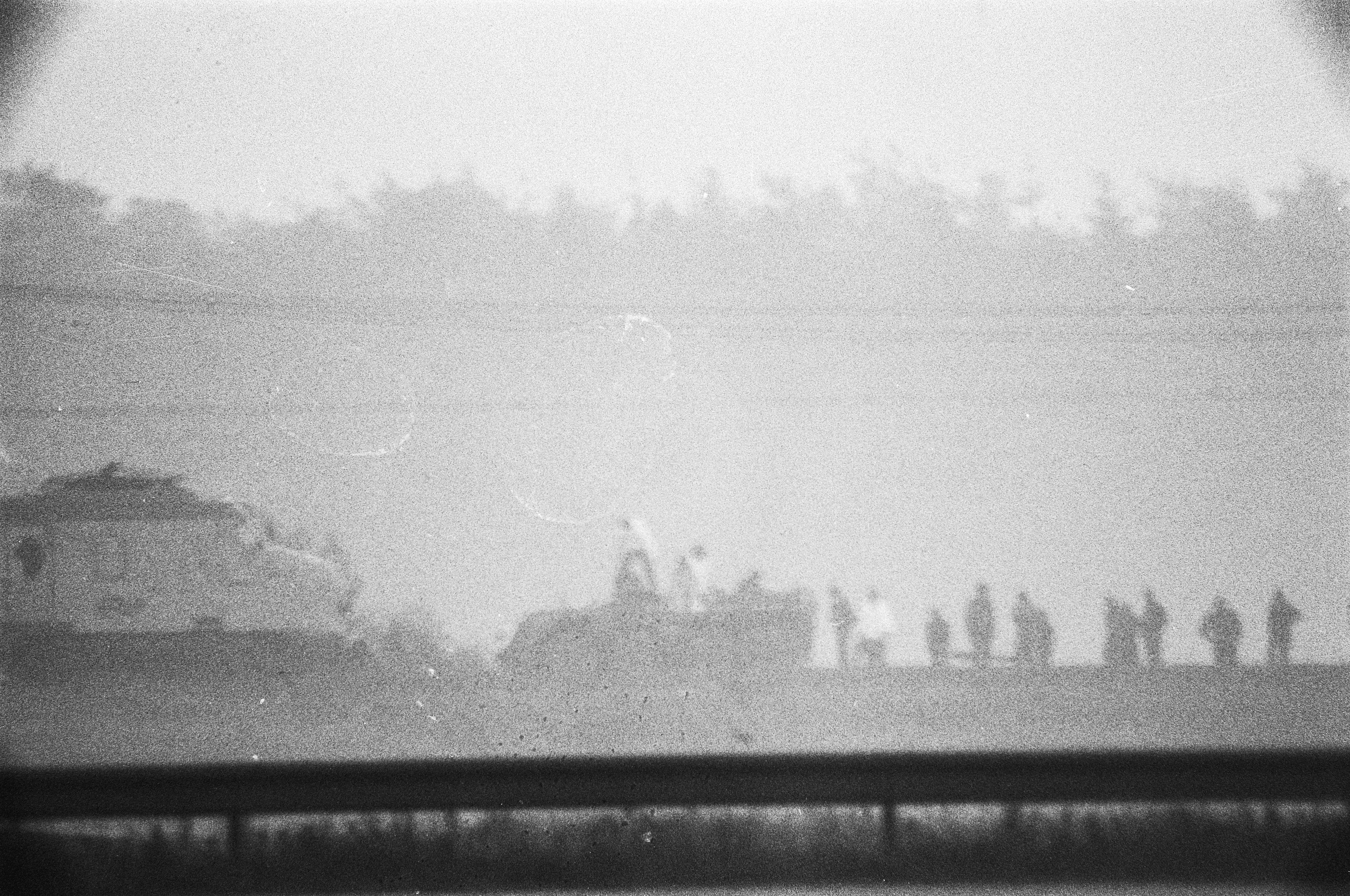
Die befreiten Geiseln verlassen den Zug

Als die Verhandlungen zum Erliegen kamen, wurde von der niederländischen Regierung beschlossen, beide Geiselnahmen gewaltsam zu beenden. Nach 20 Tagen, am 11. Juni 1977, flogen um 5 Uhr zunächst sechs Düsenjäger vom Typ Lockheed F-104 „Starfighter“ dicht über den Zug, um die Geiselnehmer zu desorientieren und die Geiseln zu veranlassen, sich auf den Boden zu legen. Dann wurde der Zug von der militärischen Sondereinheit Korps Mariniers gestürmt. Es starben zwei Geiseln und sechs molukkische Geiselnehmer, sechs Personen wurden verletzt. Die Geiselnahme in der Grundschule fand am selben Tag ein unblutiges Ende.

## Folgen
Die Geiselnehmer wurden später zu Gefängnisstrafen zwischen sechs und neun Jahren verurteilt. Die Ereignisse waren Anlass, dass die niederländische Regierung und die Öffentlichkeit die Probleme der Molukker erkannte und sich bemühte, die bisher praktizierte Ausgrenzung der ethnischen Minderheit zu beenden. Auf Initiative des niederländischen Ministerpräsidenten Joop den Uyl wurde eine gemeinsame Kommission gegründet. Die Kommission löste sich zwar 1978 auf, gleichwohl wurden Maßnahmen zur Integration der Molukker ergriffen. Ende der 1970er-Jahre wurde die „Molukkersnota“ verabschiedet, ein Programm zur Förderung der Molukker in den Bereichen Bildung und Arbeit. Die Molukker in den Niederlanden erkannten ihrerseits, dass die Forderungen nach einem eigenen Staat unrealistisch sind und dass sie sich aktiv um Integration bemühen müssen. Die Geiselnahme von De Punt kann im Nachhinein als der Höhepunkt der gewaltsamen Auseinandersetzung angesehen werden.